# Jackie Robinson (cestista 1927)
Robert Lloyd Jackson Robinson, detto Jackie (Fort Worth, 26 aprile 1927 – Augusta, 8 febbraio 2022), è stato un cestista statunitense, attivo nella NCAA e campione olimpico nel 1948.

## Carriera
Con gli Stati Uniti ha disputato i Giochi olimpici di Londra 1948.